# تاریخ زمین‌شناسی

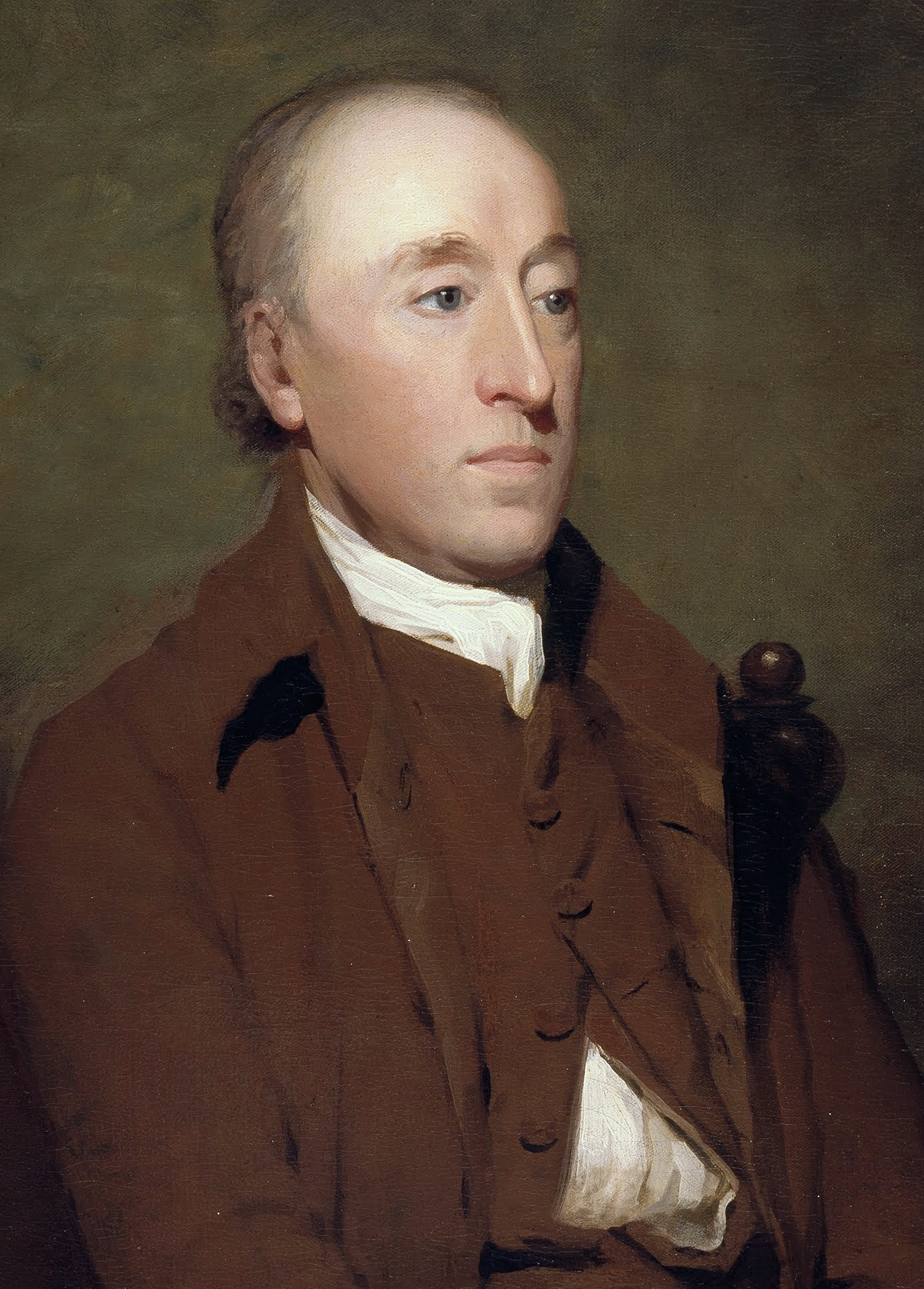
جیمز هاتن پدر علم زمین‌شناسی نوین

تاریخ زمین‌شناسی مربوط به توسعه علوم طبیعی زمین‌شناسی است. زمین‌شناسی مطالعه علمی مبدأ، تاریخ و ساختار زمین است.
ارسطو، فیلسوف یونانی معتقد بود که زمین لرزه‌ها نتیجهٔ حرکت بادهای گرم اندرون غارهای عظیم درون زمین است. هر جا و هر گاه که این بادها به سطح زمین راه پیدا کنند، فوران آتشفشانی رخ می‌دهد.
ابن سینا دریافت که زلزله‌ها می‌توانند کوه بسازند، و نیز پی برد که فرسایش، نتیجهٔ عمل باد و آبِ جاریست. نکتهٔ مهمی که ابن سینا تشخیص داد این بود که زمان، عامل قاطع و اساسی در عملکرد فرایندهای زمین‌شناسی است.
لئوناردوداوینچی به این نتیجه رسید که سنگواره‌ها گواه مشخص بر حیات دریایی در گذشته هستند. اما بسیاری از نتایجی که لئوناردو در پژوهش‌هایش گرفت، مستقیماً بر خلاف نوشته‌های کتاب مقدس بودند و از این رو تا حد زیادی در زمان خود با بی‌توجهی رو به رو شدند.
بسیاری از متخصصان تاریخ علم، آغاز زمین‌شناسی را در قرن هفدهم و از روزگار نیکولاس استنو، پزشک و عالم الهیات و استاد کالبدشناسی دانمارکی می‌دانند. او نخستین کسی بود که دو مفهوم اساسی در زمین‌شناسی معاصر را تشخیص داد. یک، آنکه در توالی سنگ‌های نهشته شده برهم، لایهٔ واقع در پایین، کهنسال تر از لایهٔ بالایی است (اصل برهم نهش)، و دوم آن که چینه‌های سنگ رسوبی گرایش به استقرار افقی دارند. کارها و آثار استنو، راه جیمز هاتن، دانشمند اسکاتلندی قرن هجدهم را هموار کرد، مردی که بسیاری او را بنیانگذار زمین‌شناسی می‌دانند.
هاتن زمین‌شناسی را به مفهومی وحدت بخش مجهز کرد: «حال کلید گذشته‌است.» وی دریافت تمام فرایندهایی که هم‌اکنون بر سطح زمین اثر می‌گذارند، اندک زمانی پس از تشکیل این سیاره، دست اندر کار چنین تغییراتی شده‌اند. این مفهوم را امروزه به نام اصل یکنواختی می‌شناسند.
حدود دو قرن بعد، عقیدهٔ انقلابی دیگری، یعنی نظریهٔ تکتونیک صفحه‌ای (زمین‌ساخت صفحه‌ای)، سبب شد که زمین‌شناسی به صورت کنونی خود درآید.

## کتابشناسی
- Gohau, Gabriel (1990). A history of geology. Revised and translated by Albert V. Carozzi and Marguerite Carozzi. New Brunswick: Rutgers University Press. ISBN 978-0-8135-1666-0.